# BBV152
BBV152, también conocido como Covaxin es una vacuna COVID-19 basada en virus inactivado que está siendo desarrollada por Bharat Biotech en colaboración con el Consejo Indio de Investigación Médica.

## Búsqueda clínica

### Fase I y II pruebas
En mayo de 2020, el Instituto Nacional de Virología del Consejo Indio de Investigaciones Médicas (ICMR) aprobó y proporcionó las cepas del virus para desarrollar una vacuna COVID-19 totalmente autóctona. En junio de 2020, la compañía obtuvo permiso para realizar ensayos en humanos de Fase 1 y Fase 2 de una vacuna COVID-19 en desarrollo llamada Covaxin, del Controlador General de Drogas de la India (DCGI), Gobierno de la India. El Consejo Indio de Investigación Médica seleccionó un total de 12 sitios para ensayos clínicos de fase I y II aleatorizados, doble ciego y controlados con placebo de candidatos a vacuna.
En diciembre de 2020, la compañía anunció el informe para los ensayos de Fase I y presentó los resultados a través de la preimpresión de medRxiv. El 8 de marzo de 2021, los resultados de la Fase II se publicaron en The Lancet. El estudio mostró que los ensayos de Fase II tuvieron una respuesta inmune más alta e indujeron una respuesta de células T debido a la diferencia en el régimen de dosificación de la Fase I. Las dosis en la Fase II se administraron en un intervalo de 4 semanas en lugar de 2 semanas en la Fase I. La respuesta de la vacuna se encontró significativamente más alta en la Fase II.

### Ensayos de fase III
En noviembre de 2020, Covaxin recibió la aprobación para realizar ensayos en humanos de fase III después de completar las fases I y II. El ensayo consiste en un estudio aleatorizado, doble ciego y controlado con placebo entre voluntarios del grupo de edad de 18 años o más y comenzó el 25 de noviembre. Los ensayos de Fase III involucrarán a unos 26.000 voluntarios de toda la India. Los ensayos de fase III cubrirán un total de 22 sitios que consisten en varios estados del país, incluidos Delhi, Karnataka y Bengala Occidental, y se espera que muchos otros estados se unan pronto. La tasa de rechazo de los ensayos de fase III fue mucho más alta que la de las fases I y II. Como resultado, al 22 de diciembre sólo se habían reclutado 13.000 voluntarios y el número aumentó a 23.000 el 5 de enero.
En marzo de 2021, la tasa de eficacia provisional declarada para el ensayo de fase III es del 81%. En diciembre de 2020, se identificó en el Reino Unido una nueva variante del SRAS-CoV-2, B.1.1.7.  Se llevó a cabo un estudio sobre esta variante y los resultados preliminares presentados en biorxiv han demostrado que Covaxin es eficaz para neutralizar esta variante.

## Fabricación
Bharat Biotech está produciendo la vacuna candidata a través de la fabricación en riesgo en su plataforma de fabricación de células vero que tiene la capacidad de administrar alrededor de 300 millones de dosis. La compañía está en proceso de establecer una segunda planta en sus instalaciones de Genome Valley en Hyderabad para producir Covaxin. La firma está en conversaciones con otros gobiernos estatales como Odisha para otro sitio en el país para fabricar la vacuna. Además de esto, también están explorando lazos globales para la fabricación de Covaxin.
En diciembre de 2020, Ocugen Inc se asoció con Bharat Biotech para desarrollar conjuntamente Covaxin para el mercado estadounidense.
En enero de 2021, Precisa Med firmó un acuerdo con Bharat Biotech para suministrar Covaxin en Brasil.

## Autorización de uso de emergencia
Bharat Biotech ha presentado una solicitud ante el contralor general de Drogas de la India (DCGI), el Gobierno de la India que solicita una autorización de uso de emergencia (EUA emergency use authorization en inglés). Fue la tercera empresa después de Serum Institute of India y Pfizer en solicitar la aprobación de uso de emergencia.
El 2 de enero de 2021, la Central Drugs Standard Control Organization (CDSCO) recomendó permiso para EUA, que se concedió el 3 de enero. La aprobación de emergencia se otorgó antes de que se publicaran los datos del ensayo de fase III. Esto fue criticado en algunas secciones de los medios.
La vacuna también fue aprobada para su uso de emergencia en Irán y Zimbabue. Mauricio recibió su primer suministro comercial de Covaxin el 18 de marzo de 2021.  Nepal concedió EUA para Covaxin el 19 de marzo de 2021.  El 29 de marzo de 2021, Paraguay recibió 100.000 dosis de Covaxin. El 7 de abril, México otorgó una autorización de emergencia para Covaxin.

### Países con autorización de uso de emergencia
| - Argentina - Botsuana - Brasil (con restricciones) - República Centroafricana - Comoras - Estonia (para turistas) - Etiopía - Guatemala - Guyana - India | - Irán - Mauricio - México - Birmania - Nepal - Nicaragua - Paraguay - Filipinas - Venezuela - Zimbabue |